# 国立中央大学工学院
國立中央大學工學院，是國立中央大學學院之一。

## 歷史

### 中國大陸時期(1927-1949)
南京高等師範學校與東南大學(1915-1927)
1918年9月，郭秉文出任南高師校長。1920年4月7日，郭秉文在校務會議上提議在南高師的基礎上創辦一所國立大學，獲得一致贊成，隨即組建“籌議請改南高為東南大學委員會”。同年9月，郭秉文等十位發起人聯名向國務院和教育部申請設立大學，12月7日獲國務會議批准成立「國立東南大學」。1921年6月6日，東南大學董事會成立，郭秉文任校長，9月正式開學，12月校評議會和教授聯席會決定南高師併入東南大學。東南大學各科系在南高師的基礎上陸續增設，至1923年有文理科、教育科、工科、農科、商科共5科20餘系。
1916年即南高師正式開學的第二年，學校增設工藝專修科，1921年東南大學成立時為工科的機械工程系。1922年7月茅以升擔任首任工科主任，1923年3月與楊杏佛、塗羽卿等7名教授聯名向學校教授會和評議會提議工科增設土木工程系和電機工程系，得到一致通過，以上三個系為學校的工科傳統奠定了基礎。經過茅以升的苦心經營，東大工科師資逐步增強，聘請了楊杏佛、塗羽卿、沈祖瑋、李世瓊等學者任教授，各項設備也逐漸添置齊全。然而，1924年4月東南大學校董事會以學校經費不足為由單方面決定停辦工科，郭秉文和茅以升力爭保留未果。8月，經與水利局協商，東大工科與河海工程學校合併組建河海工科大學，由茅以升出任首任校長，設機械工程、電機工程、土木工程、水利工程系。
國立中央大學(1927-1949)
1934年，中大在南京近郊征地8千畝，準備建設新校園，然而這一工程被1937年7月爆發的抗日戰爭打斷。由於淞滬戰事惡化，10月羅家倫決定利用建新校區的經費將學校直接西遷重慶沙坪壩松林坡，11月所有學生順利抵達。中大1939年在重慶柏溪另建分部容納低年級新生，還增設航空工程系、水利工程系以及工科研究所。1945年抗戰勝利後，吳有訓出任中大校長主持復員回遷，1946年11月1日在南京開學。工學院在四牌樓本部，工學院的一年級新生在丁家橋二部。至1949年，此時中大工學院下設建築工程、土木工程、電機工程、機械工程、航空工程、水利工程、化學工程7系。

### 在臺復辦(1949-)
1962年，中央大學在台復校成立「國立中央大學地球物理研究所」，1968年恢復大學部並改名為「國立中央大學理學院」。1969年復辦國立中央大學工學院。目前各系所包含：化學工程與材料工程學系(原名化學工程系，2001年改為此名)、土木工程學系、機械工程學系(復辦原名生產工程學系，1979年更名為此，並自2004年以後，發展為一系多所架構，包含光機電工程研究所、能源研究所)、環境工程研究所(1990年由土木系分立)、營建管理研究所(2001年由土木系分立)、材料科學與工程研究所等共三系六所，皆已設有博、碩士班。其間，於1980年復辦電機系，1992年成立資訊工程學系。
1998年電機系與資工系由本院分立，另成立資訊電機學院；2007年成立生醫所，後於2014年由本院分立，另成立生醫理工學院。

## 歷任院長
大陸時期
- 1920年－1921年  南京高等師範學校工藝專修科、國立東南大學工科主任 楊杏佛
- 1921年－1924年  國立東南大學工科主任 茅以升
- 1924年－1925年  河海工科大學校長     茅以升
- 1925年－1927年  河海工科大學校長     楊孝述
- 1927年－1929年  第四中山大學、江蘇大學、中央大學工學院院長 周仁
- 1929年－1931年  中央大學工學院院長   陳懋解
- 1931年－1932年  中央大學工學院院長   顧毓琇
- 1932年－1940年  中央大學工學院院長   盧恩緒
- 1940年－1947年  中央大學工學院院長   楊家瑜 （抗戰後期出國時劉敦楨、陳章等曾任院長）
- 1947年－1948年  中央大學工學院院長   陳章
- 1948年－1949年  中央大學工學院院長   盧恩緒

台灣時期
- 1979年－1981年  中央大學工學院院長   朱信
- 1981年－1983年  中央大學工學院院長   陳悼民
- 1983年－1985年  中央大學工學院院長   郭德盛
- 1985年－1988年  中央大學工學院院長   洪祖昌
- 1988年－1994年  中央大學工學院院長   唐治平
- 1994年－1997年  中央大學工學院院長   歐陽峤輝
- 1997年－2003年  中央大學工學院院長   王國雄
- 2003年－2008年  中央大學工學院院長   李建中
- 2008年－2009年  中央大學工學院院長   吳瑞賢 (代理)
- 2009年－2013年  中央大學工學院院長   陳志臣
- 2014年－        中央大學工學院院長   田永銘

## 外部連結
- 中大工學院官方網站（页面存档备份，存于）
- 中大資訊電機學院官方網站（页面存档备份，存于）
- 中大生醫理工學院（页面存档备份，存于）